# Антена з контрольованою спрямованістю прийому
Антена з контрольованою спрямованістю прийому (англ. controlled reception pattern antenna)(CRPA) — це активна приймальна антена, розроблена для захисту від радіоглушіння і спуфінгу сигналу. Використовується в навігаційних системах, щоб протистояти GPS-спуфінгу.

## Принцип дії
Реалізована як антенна решітка з 4 й більше елементами (антена і приймач).
Аналізуючи зсув фаз сигналів від 3 і більше приймачів і знаючи їх взаємне розташування, можна методом тріангуляції визначити напрямок на джерело сигналу і меншою мірою (через малі відстані між антенами) відстань до джерела сигналу.
Цифрова антенна решітка, маючи N приймаючих елементів, методом цифрової обробки сигналів може відфільтрувати до N-1 не бажаних джерел сигналу.
Знаючи власну орієнтацію, можна відфільтрувати джерела сигналу, які перебувають у горизонтальній площині, на відміну від GPS-супутників, які знаходяться на висоті приблизно 20 000 км.

## Історія
Технологія відома з 1984 року. Використовується військовими США з 1990 року (аналогова система AE-1). Далі з'явились цифрові системи GAS-1 (1997), ADAP (2006).

## Приклади
- Термінали Starlink використовують власні координати й альманах з траєкторіями супутників, щоб зсувом фаз підсилювати сигнал у напрямку вибраного супутника.
- Антена «Комета-М» у російському ракетному та безпілотному озброєнні.[3]